# András Benk
András Benk (ungarisch Benk András; * 3. September 1987 in Budapest) ist ein ungarischer Eishockeyspieler, der seit 2016 beim Újpesti TE in der MOL Liga unter Vertrag steht.   

## Karriere
András Benk begann seine Karriere als Eishockeyspieler in der Jugend von Dunaújvárosi Acélbikák, für dessen Profimannschaft er in der Saison 2005/06 sein Debüt in der Ungarischen Eishockeyliga gab und als bester Nachwuchsspieler mit dem Kósa Cup ausgezeichnet wurde. Daraufhin wechselte er in den Nachwuchsbereich des schwedischen Zweitligisten Huddinge IK, für dessen U20-Junioren der Angreifer in der Saison 2006/07 auf dem Eis stand. Nach nur einem Jahr im Ausland kehrte der Linksschütze im Sommer 2007 in seine ungarische Heimat zurück, in der er einen Vertrag bei Alba Volán Székesfehérvár erhielt. Dort lief er zunächst parallel in der Österreichischen Eishockey-Liga sowie der ungarischen Eishockeyliga auf. Mit Alba Volán wurde er 2008, 2009, 2010, 2011 und 2012 jeweils Ungarischer Meister. Zudem gewann er mit dem Klub 2009, 2010 und 2011 auch das Gábor-Ocskay-Gedenkturnier. Seit 2012 wurde er ausschließlich in der Österreichischen Eishockey-Liga eingesetzt, in der er seit 2007 über 400 Spiele absolviert hat. 2016 kehrte er in seine Geburtsstadt zurück und schloss sich dem Újpesti TE an, für den er seither in der multinationalen MOL Liga spielt.

### International
Für Ungarn nahm Benk im Juniorenbereich an den U18-Junioren-Weltmeisterschaften der Division II 2003, 2004 und 2005 sowie den U20-Junioren-Weltmeisterschaften der Division II 2005 und 2007 und der U20-Junioren-Weltmeisterschaft der Division I 2006 teil. 
Im Seniorenbereich stand er im Aufgebot seines Landes bei den Weltmeisterschaften der Division I 2008, 2011, 2012, 2013, 2014, 2015, 2017 und 2018 sowie bei den Weltmeisterschaften der Top-Division 2009, als die Ungarn erstmals nach 70 Jahren wieder in der höchsten Spielklasse antraten, und 2016. Zudem vertrat er seine Farben bei den Qualifikationsturnieren für die Olympischen Winterspiele 2014 in Sotschi und 2018 in Pyeongchang.

## Erfolge und Auszeichnungen
- 2006 Kósa Cup als bester Nachwuchsspieler der Ungarischen Eishockeyliga
- 2008 Ungarischer Meister mit Alba Volán Székesfehérvár
- 2009 Ungarischer Meister mit Alba Volán Székesfehérvár
- 2010 Ungarischer Meister mit Alba Volán Székesfehérvár
- 2011 Ungarischer Meister mit Alba Volán Székesfehérvár
- 2012 Ungarischer Meister mit Alba Volán Székesfehérvár

### International
- 2005 Aufstieg in die Division I bei der U18-Junioren-Weltmeisterschaft der Division II, Gruppe B
- 2005 Aufstieg in die Division I bei der U20-Junioren-Weltmeisterschaft der Division II, Gruppe B
- 2008 Aufstieg in die Top-Division bei der Weltmeisterschaft der Division I, Gruppe B
- 2015 Aufstieg in die Top-Division bei der Weltmeisterschaft der Division I, Gruppe A

## ÖEHL-Statistik
(Stand: Ende der Saison 2015/16)